# Noc v muzeu 2
Noc v muzeu 2: Bitva o Smithsonům Institut (v anglickém originále Night at the Museum: Battle of the Smithsonian) je americký akční film z roku 2009. Režisérem filmu je Shawn Levy. Hlavní role ve filmu ztvárnili Ben Stiller, Amy Adamsová, Owen Wilson, Hank Azaria a Robin Williams. Jedná se o pokračování filmu Noc v muzeu.

## Obsazení
| Ben Stiller       | Larry Daley             |
| Amy Adams         | Amelia Earhart/Tess     |
| Owen Wilson       | Jedediah                |
| Hank Azaria       | Kahmunrah               |
| Robin Williams    | Theodore Roosevelt      |
| Christopher Guest | Ivan Hrozný             |
| Jon Bernthal      | Al Capone               |
| Alain Chabat      | Napoleon Bonaparte      |
| Steve Coogan      | Octavius                |
| Ricky Gervais     | Dr. McPhee              |
| Bill Hader        | George Armstrong Custer |
| Jay Baruchel      | Joey Motorola           |